# Pseudotracheliastes stellatus
Pseudotracheliastes stellatus is een eenoogkreeftjessoort uit de familie van de Lernaeopodidae. De wetenschappelijke naam van de soort is voor het eerst geldig gepubliceerd in 1824 door Mayor.